# 1984年ロサンゼルスオリンピックのカナダ選手団
1984年ロサンゼルスオリンピックのカナダ選手団（1984ねんロサンゼルスオリンピックのカナダせんしゅだん）は、1984年7月28日から8月12日にかけてアメリカ合衆国のロサンゼルスで開催された1984年ロサンゼルスオリンピックのカナダ選手団、およびその競技結果。

## 概要
今大会は金メダル10個、銀メダル18個、銅メダル16個の合計4個のメダルを獲得した。

## メダル
| メダル | 選手名                                                                                  | 競技   | 種目                      |
| ------ | --------------------------------------------------------------------------------------- | ------ | ------------------------- |
| 金     | ビクター・デービス                                                                      | 競泳   | 男子200m平泳ぎ            |
| 金     | アレックス・バウマン                                                                    | 競泳   | 男子200m個人メドレー      |
| 金     | アレックス・バウマン                                                                    | 競泳   | 男子400m個人メドレー      |
| 金     | アン・オッテンブライト                                                                  | 競泳   | 女子200m平泳ぎ            |
| 銀     | アンジェラ・ベイリー マリタ・ペイン アンジェラ・テイラー フランス・ガロー               | 陸上   | 女子4×100mリレー          |
| 銀     | チャーメイン・クルークス ジリアン・リチャードソン モリー・キリングベック マリタ・ペイン | 陸上   | 女子4×400mリレー          |
| 銀     | ビクター・デービス                                                                      | 競泳   | 男子100m平泳ぎ            |
| 銀     | マイク・ウェスト ビクター・デービス トム・ポンティング サンディー・ゴス                 | 競泳   | 男子4×100mメドレーリレー  |
| 銀     | アン・オッテンブライト                                                                  | 競泳   | 女子100m平泳ぎ            |
| 銀     | カート・ハーネット                                                                      | 自転車 | 男子1000mタイムトライアル |
| 銀     | スティーヴ・バウアー                                                                    | 自転車 | 男子個人ロードレース      |
| 銅     | ベン・ジョンソン                                                                        | 陸上   | 男子100m                  |
| 銅     | ベン・ジョンソン トニー・シャープ デサイ・ウィリアムズ スターリング・ハインズ           | 陸上   | 男子4×100mリレー          |
| 銅     | リン・ウィリアムズ                                                                      | 陸上   | 女子3000m                 |
| 銅     | マイク・ウェスト                                                                        | 競泳   | 男子100m背泳ぎ            |
| 銅     | キャメロン・ヘニング                                                                    | 競泳   | 男子200m背泳ぎ            |
| 銅     | レーマ・アブド アン・オッテンブライト ミシェル・マクファーソン パメラ・レイ             | 競泳   | 女子4×100mメドレーリレー  |
| 銅     | マーク・バーガー                                                                        | 柔道   | 男子95kg超級              |